# Paulillgia polycarpae
Paulillgia polycarpae – gatunek widłonoga z rodziny Botryllophilidae; jedyny przedstawiciel rodzaju Paulillgia. Gatunek i rodzaj opisał w 1982 roku francuski zoolog Claude Monniot.